# Ernest Jacques Barbot
Ernest Jacques Barbot (Tolosa, 19 agosto 1855 – Villers-Châtel, 10 maggio 1915) è stato un generale francese, che durante la prima guerra mondiale fu comandante della  77ª Divisione fanteria durante la  battaglia di Arras e la seconda battaglia dell'Artois, ed uno dei generali francesi uccisi durante la prima guerra mondiale. Mort pour la France.

## Biografia

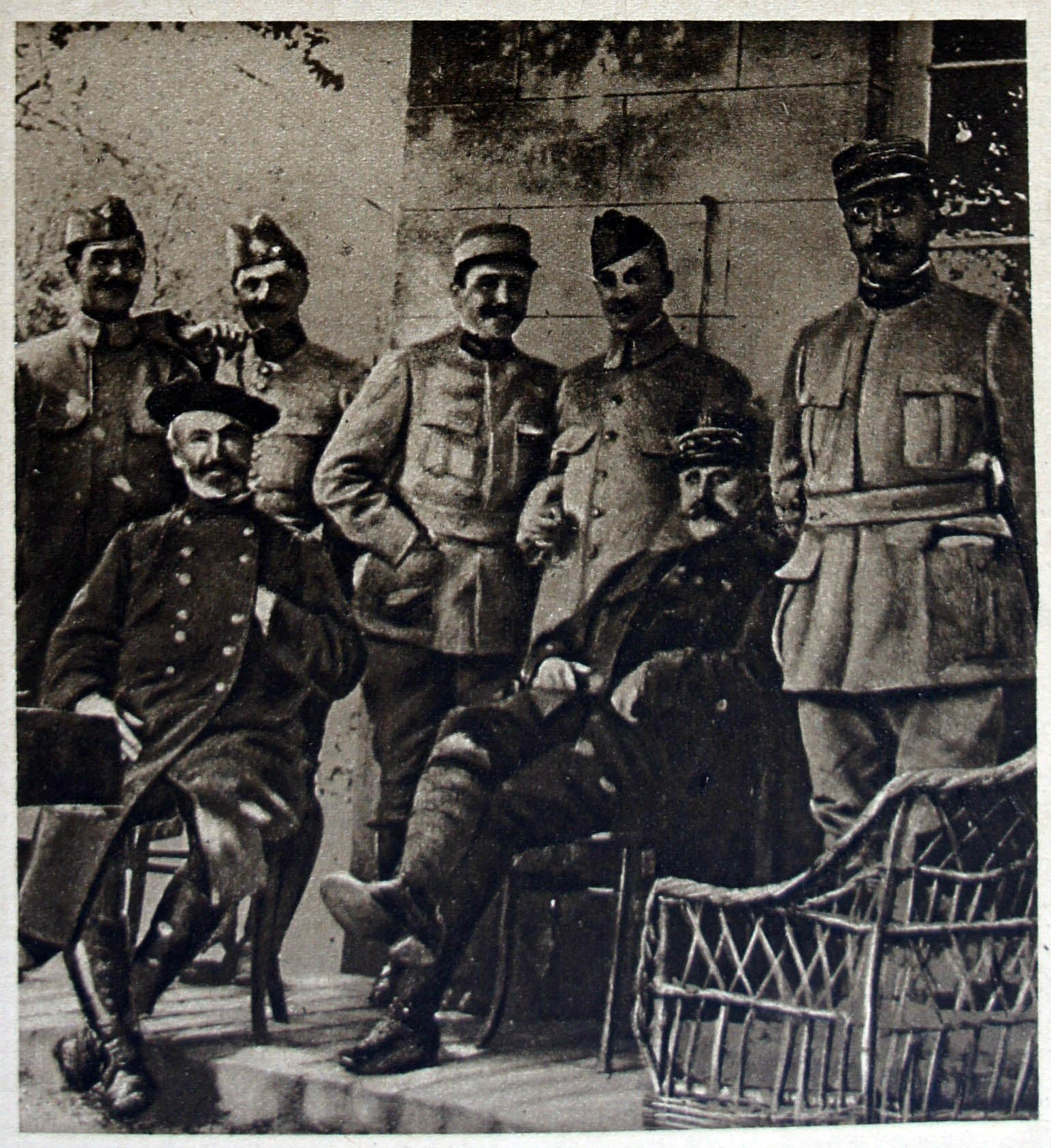
I generali Philippe Pétain e Ernest Jacques Barbot.

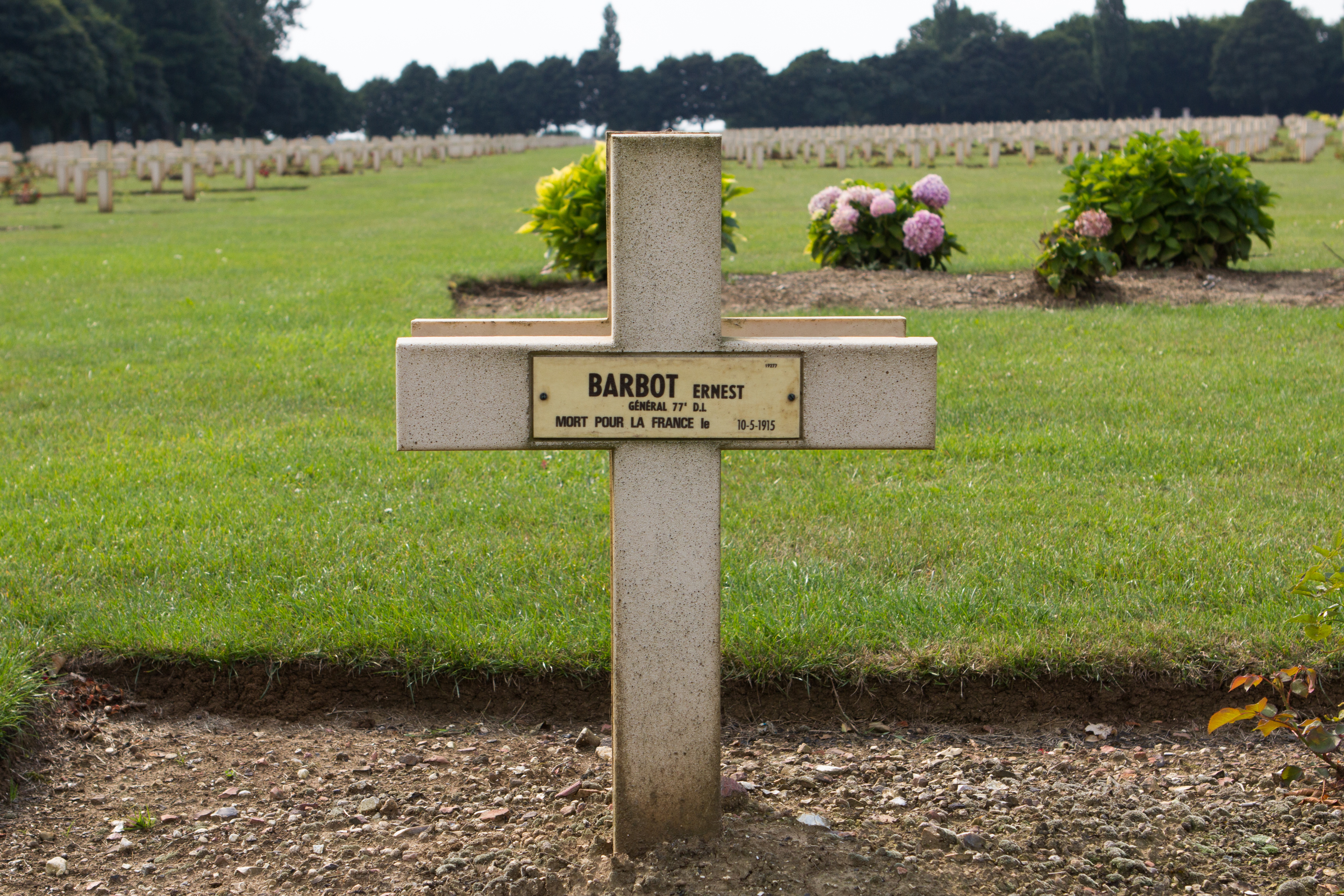
La tomba del generale Barbot alla Necropoli nazionale di Notre-Dame-de-Lorette.

Nacque a Tolosa, dipartimento dell'Alta Garonna, il 19 agosto 1855, figlio di Joseph Théodore Désiré Jules, un artista lirico e di Caroline Douvry. Il 22 ottobre 1875 entrò nella École spéciale militaire de Saint-Cyr (Promotion Derniere de Wagram) da cui uscì il 1 ottobre 1877 assegnato alla fanteria con il grado di sottotenente nel 74° Reggimento fanteria. Venne promosso tenente il 25 marzo 1883 mentre prestava servizio  al 120° Reggimento fanteria, e poi capitano il 30 ottobre 1887 mentre era al 156° Reggimento fanteria. Il 27 gennaio 1892, venne assegnato allo stato maggiore della 39ª Divisione fanteria e si unì alla scuola di guerra. Si sposò a Parigi il 10 maggio 1892 con la signorina Adèle Élise François, vedova di un ufficiale Just Aimé Guérin, da cui ebbe un figlio. Si diplomò alla École militaire classificandosi al 34° posto sui 74 studenti della sua classe. Il 28 febbraio 1894  viene assegnato al 162° Reggimento fanteria. Fu nominato comandante di battaglione  il 2 marzo 1898, presso il 68° Reggimento fanteria, poi trasferito, il 17 aprile 1895, nel 95° Reggimento fanteria a Bourges. Il 4 aprile 1902 fu assegnato allo stato maggiore del I Corpo d'armata, poi al 28° Reggimento fanteria a Lille. Promosso tenente colonnello il 4 ottobre 1907, fu trasferito al 106° Reggimento fanteria, poi al 54° Reggimento fanteria a Compiègne e, l'11 settembre 1911, al 161° Reggimento fanteria a Reims. Il 24 settembre 1912, fu promosso colonnello e gli fu assegnato il comando del 159° Reggimento fanteria a Briançon.
Il 2 agosto 1914 viene mobilitato alla testa del suo reggimento di fanteria, e da Briançon, il reggimento si unì alla 44ª Divisione fanteria dell'Armée d'Alsace. Raggiunti i Vosgi combatté, in particolare, durante le battaglie di Chipotte e dell'Alta Meurthe. Dopo lo scioglimento dell'Armée d'Alsace avvenuta il 28 agosto 1914, il reggimento fu trasferito alla 77ª Divisione fanteria, posizionata nella riserva del XX Corpo d'armata in Lorena. Fu promosso generale di brigata il 2 settembre 1914 e assunse il comando ad interim della 77ª Divisione fanteria. 
Dal 28 settembre 1914, la sua divisione viene trasportata ad Arras (Pas-de-Calais) dove nel mese di ottobre impedì alla truppe tedesche del Kronprinz  Rupprecht di Baviera di conquistare la città.
Alla fine della battaglia di Arras, fu citato all'ordine del giorno dell'esercito il 10 ottobre 1914 per il seguente motivo: Durante la battaglia del 2 ottobre, questo generale, grazie alla sua energia e alla sua eccellente condotta sotto il fuoco nemico, tenne le truppe sotto il tiro e ripristinò la situazione in circostanze difficili. 
Venne gravemente ferito durante la battaglia di Souchez, il 10 maggio 1915 nel luogo chiamato Cabaret-rouge. Trasferito in ambulanza a Villers-Châtel fu dichiarato inoperabile in quanto una scheggia di granata gli si era conficcata nello stomaco. Sul letto di morte fu informato che il generale Joseph Joffre lo aveva insignito della Croce di Commendatore della Legion d'onore.
Citato postumo all'ordine del giorno dell'esercito, fu dichiarato Mort pour la France, e tumulato nella Necropoli nazionale di Notre-Dame-de-Lorette tra i 39.985 soldati francesi caduti nelle battaglie dell'Artois, delle Fiandre, dell'Ysere, della costa belga.

### Annotazioni
1. ↑  la citazione recitava: Un soldato senza paura né rimprovero. Un leader abile ed esperto, ha preso la parte più attiva e brillante in tutte le battaglie che hanno avuto luogo negli ultimi sette mesi di fronte ad Arras. Ha trovato il 10 maggio 1915 una morte eroica alla testa delle sue truppe vittoriose.

### Fonti
1. 1 2 3 4  École spéciale militaire de Saint-Cyr.
2. 1 2 3  Memoire des Hommes.
3. 1 2 3 4 5 6 7 8 9 10 11 12 13  Leonore.
4. 1 2 3 4 5 6 7  Archives Pas de Calais.
5. ↑  Journal de marches et des opérations de la 77e D.I., cote SHD 26 N 407/1, ministère français de la Défense.
6. ↑  Journal de marches et des opérations de la77e D.I., cote SHD 26 N 407/2, ministère français de la Défense.
7. ↑  Chemins de memoire.